# 埃什托里爾博彩
埃什托里爾博彩集團股份有限公司，簡稱埃什托里爾博彩集團股份，以及埃什托里爾博彩（葡萄牙語：Estoril Sol - SGPS, S.A.），在1958年6月25日，於葡萄牙里斯本西南埃什托里爾（該企業總部）成立埃什托里爾賭場。
股份則在1986年2月14日（情人節重要日子）於泛歐交易所里斯本上市，根據2014年12月31日年度報資料，該公司主要控股為澳門旅遊娛樂股份有限公司（澳門博彩控股有限公司母公司）旗下Finansol - Sociedade de Controlo, SGPS, S.A，持有該公司58.1%股權，董事長為何鴻燊博士。
主要業務在葡萄牙經營博彩娛樂場所，酒店產業，包括埃什托里爾賭場、里斯本賭場、波瓦賭場、依高斯塔雜誌等。

## 外部連結
- Estoril-Solsgps.com（页面存档备份，存于）